# Sugar Dark
Sugar Dark (シュガーダーク 埋められた闇と少女?, Sugar Dark - Umerareta yami to shōjo, lett. "Sugar Dark - Le tenebre sepolte e la ragazza") è un manga del 2010 scritto da Enji Arai e disegnato da Kenji Ōiwa e Yūsuke Hiroshima. In Italia l'opera è stata pubblicata dalla RW Edizioni, mediante la propria etichetta Goen, dal 26 luglio 2014 al 14 febbraio 2015.

## Trama
In un futuro distopico, un ragazzo chiamato Muol si ritrova improvvisamente arrestato e costretto a lavorare come "custode" in un misterioso cimitero, in cui vengono da misteriose guardie uccisi e sepolti i traditori della patria. Nel cimitero, Muol conosce una misteriosa ragazza chiamata Melia, che sembra nascondere un particolare segreto.

## Manga

### Volumi
Nell'edizione italiana dell'opera, i titoli dei capitoli sono indicati con il termine inglese grave (lett. "sepoltura").
| 1 | 4 novembre 2010 | ISBN 978-4-04-715556-5 | 26 luglio 2014   | ISBN 978-8-86-712188-5 |
| 1 | Capitoli - 1. La talpa e la ragazza - 2. Il signore delle tenebre - 3. Nemico naturale - 4. Amici della notte                                              |                        |                  |                        |
| 2 | 4 marzo 2011 | ISBN 978-4-04-715640-1 | 6 settembre 2014 | ISBN 978-8-86-712259-2 |
| 2 | Capitoli - 5. Viscere nere - 6. Sotto il vestito - 7. Grand Guignol - 8. Qualcosa di simile nella pioggia - 9. Il fiore rivolto verso il sole              |                        |                  |                        |
| 3 | 4 agosto 2011 | ISBN 978-4-04-715750-7 | 25 ottobre 2014  | ISBN 978-8-86-712285-1 |
| 3 | Capitoli - 10. Incontro con demoni sul campo di battaglia - 11. Deadman Speaking - 12. Il ladro delle tombe - 13. Trickster - 14. Colori che strappano Dio |                        |                  |                        |
| 4 | 3 marzo 2012 | ISBN 978-4-04-120122-0 | 14 febbraio 2015 | ISBN 978-8-86-712308-7 |
| 4 | Capitoli - 15. Fall Down - 16. Sipario nero - 17. Verso lei - 18. Risveglio - 19. Dal cimitero...                                                          |                        |                  |                        |